# Monteu da Po
Monteu da Po és un comune (municipi) de la ciutat metropolitana de Torí, a la regió italiana del Piemont, situat a uns 32 quilòmetres al nord-est de Torí. A 1 de gener de 2019 la seva població era de 854 habitants.
Monteu da Po limita amb els següents municipis: Brusasco, Cavagnolo, Lauriano i Verolengo.